# USS Mason (DDG-87)
USS Mason (DDG-87) — эскадренный миноносец типа «Арли Бёрк» ВМС США. 
37-й по счету из серии запланированных к 13 сентября 2002 г. 62 эсминцев УРО типа «Арли Бёрк», строительство которых было одобрено Конгрессом США.

## Боевая служба
В октябре 2016 года эсминец был трижды атакован ракетами с территории в Йемене, контролируемой хуситами. Ракеты были перехвачены, корабль повреждений не получил.
26 ноября 2023 года танкер Central Park компании Zodiac Maritime, принадлежащее израильскому бизнесмену Эялю Оферу, подверглось нападению в Аденском заливе у берегов Йемена. CENTCOM проинформировал позднее, что эсминец Mason провел операцию по освобождению корабля. 27 ноября из районов Йемена, контролируемых хуситами, были выпущены две баллистические ракеты в направлении местонахождения корабля USS Mason и судна Central Park, ракеты упали в Аденском заливе примерно в десяти морских милях от кораблей.